# South Charlton
South Charlton är en ort i civil parish Eglingham, i grevskapet Northumberland i England. Orten är belägen 7 km från Alnwick. South Charlton var en civil parish 1866–1955 när det uppgick i Eglingham. Civil parish hade 82 invånare år 1951.